# Doug Hughes
Doug Hughes (15 agosto 1955) è un regista teatrale statunitense.

## Biografia
Figlio di Barnard Hughes ed Helen Stenborg, Doug Hughes ha studiato ad Harvard, laureandosi in letteratura inglese. Regista associato del Seattle Repertory Theatre dal 1984 al 1996 e del Long Wharf Theatre dal 1997 al 2001, Hughes ha curato la regia di numerose opere teatrali a Broadway e nell'Off-Broadway. Nel 1997 ha diretto il dramma The Grey Zone al MCC Theater, vincendo l'Obie Award per la sua regia. Nel 2005 ha vinto il Drama Desk Award e il Tony Award alla miglior regia di un'opera teatrale per Il dubbio.